# Naftali Herz Imber
Naftali Herz Imber (en hebreo: נפתלי הרץ אימבר‎, en yidis: נפתלי הערץ אימבער‎; Złoczów, Imperio austríaco, 27 de diciembre de 1856 - Nueva York, Estados Unidos, 8 de octubre de 1909) fue un poeta judío de lengua hebrea, notable por escribir "Hatikva", el poema que se convirtió en la base del himno nacional israelí.

## Biografía
Naftali Herz Imber nació en Złoczów (ahora Zolochiv, Ucrania ), una ciudad de Galicia, que entonces formaba parte del Imperio austríaco. Sus padres fueron Joshua Heschel Schorr y Hodel Imber, quienes siguieron un estilo de vida estrictamente ortodoxo. Comenzó a escribir poesía a la edad de 10 años y varios años más tarde recibió un premio del emperador Francisco José por un poema sobre el centenario de la unión de Bucovina al Imperio austríaco. Su hermano, Shmaryahu Imber, también fue escritor y maestro local, y su hijo, el sobrino de Naftali, Shmuel Yankev, se convirtió en poeta en lengua yidis. En su juventud, Naftali Herz Imber viajó por Hungría, Serbia y Rumania.
En 1882, Imber se mudó a Eretz Israel como secretario de Sir Laurence Oliphant. Vivía con Oliphant y su esposa Alice en sus hogares en Haifa y Daliyat al-Karmel. Oliphant lo envió a Beirut para que aprendiera el arte de la relojería. A su regreso, ayudó a Imber a abrir una tienda en Haifa. En 1884, se mudó a Jerusalén, donde escribió poemas llenos de júbilo y esperanza. En 1889, después de distanciarse de Oliphant, Imber partió hacia Inglaterra. De allí viajó a París, Berlín y Bombay. En 1892 se dirigió a los Estados Unidos, viajando de una ciudad a otra.
En Chicago conoció a una médica protestante, Amanda Katie, quien se convirtió al judaísmo y se casó con él. Israel Zangwill la describió como "una chiflada cristiana". El breve matrimonio terminó en divorcio. El eminente juez judío, Mayer Sulzberger, se convirtió en su benefactor, proporcionándole una asignación mensual que le permitía subsistir.

## Carrera literaria
En 1882, publicó su primer libro de poemas, Lucero del alba (ברקאי), en Jerusalén. Uno de los poemas del libro era Tikvateinu ("Nuestra esperanza"); su primera versión fue escrita ya en 1877 en Iaşi, Rumania. Este poema pronto se convirtió en la letra del himno sionista y más tarde en el himno nacional israelí Hatikva.
Imber ha sido descrito como el "primer beatnik hebreo". Se burlaba de lo serio y tenía un ingenio vulgar sardónico. Además de escribir sus propios poemas, Imber también tradujo a Omar Jayyam al hebreo. Además, publicó en 1910 "Tesoros de dos mundos: leyendas y tradiciones inéditas de la Nación Judía", que postulaba que el Tabernáculo llevado por los hebreos durante sus 40 años en el desierto contenía un generador eléctrico y que el rey Salomón inventó el teléfono.
Imber murió sin un centavo en la ciudad de Nueva York el 8 de octubre de 1909, y fue querido por la comunidad judía local. Había hecho arreglos previos para su entierro vendiendo un poema, pero como su familia inmediata vivía en Europa y no estaba disponible para hacer los arreglos de su funeral, hubo controversia sobre el cementerio en el que sería enterrado. Fue enterrado en el Cementerio Mount Zion en Queens. En 1953 sus restos fueron trasladados al cementerio Har HaMenuchot, en Jerusalén, Israel.